# Britta Oppelt
Britta Oppelt (Berlino, 5 luglio 1978) è una canottiera tedesca, vincitrice della medaglia d'argento nel 2 di coppia alle Olimpiadi di Atene 2004, di bronzo nel 4 di coppia a Pechino 2008 e d'argento nel 4 di coppia a Londra 2012.

## Palmarès
- Olimpiadi

Atene 2004: argento nel 2 di coppia.
Pechino 2008: bronzo nel 4 di coppia.
Londra 2008: argento nel 4 di coppia.
- Campionati del mondo di canottaggio

2005 - Kaizu: argento nel 4 di coppia.
2006 - Eton: argento nel 2 di coppia.
2007 - Monaco di Baviera: argento nel 4 di coppia.
2010 - Cambridge: bronzo nel 4 di coppia.
2011 - Bled: oro nel 4 di coppia.
2013 - Chungju: oro nel 4 di coppia.